# 拉埃斯特雷利亞
拉埃斯特雷利亞（西班牙語：La Estrella）是哥倫比亞的城鎮，位於該國西北部，由安蒂奧基亞省負責管轄，距離首府麥德林16公里，始建於1685年，面積35平方公里，海拔高度1,775米，2005年人口52,709。
6°10′N 75°40′W / 6.167°N 75.667°W